# アイモーネ・ディ・サヴォイア＝アオスタ (1967-)
アイモーネ・ディ・サヴォイア＝アオスタ（イタリア語: Aimone di Savoia-Aosta、1967年10月13日 - ）は、イタリア王国の元王家であるサヴォイア家の一員。第4代アオスタ公アイモーネの孫にあたる。
2006年に父アメデーオ（第5代アオスタ公）がサヴォイア家家長・サヴォイア公を称するようになったことにより、それまでの称号プッリャ公（duca di Puglia）に代わり第6代アオスタ公（duca d'Aosta）を名乗るようになる。2021年のアメデーオの死去によりサヴォイア公の称号およびサヴォイア家の当主の地位を継承したが、これにはサヴォイア公エマヌエーレ・フィリベルトとの間で争いがある。

## 略歴
アオスタ公アメデーオと、クラウディア・ドルレアンス（パリ伯アンリの娘）の長男として、フィレンツェで生まれた。ミラノのボッコーニ大学を卒業後、イギリスにあるJPモルガン・チェースの支店で働いた。また、イタリア海軍に少尉として在籍したこともある。2000年以降は、イタリア企業ピレリのロシア支社に勤務している。
2008年9月16日、駐モスクワ・イタリア大使館において、ギリシャ王子ミハイル（ゲオルギオス1世の孫）の娘オルガと法律婚を行った。アイモーネとオルガはともにギーズ公ジャンの曾孫にあたり、又従兄妹同士である。9月27日にギリシャ・パトモス島で行われた宗教婚においては、スペイン王妃ソフィア、ギリシャ元国王コンスタンティノス2世と元王妃アンナ＝マリア（元ギリシャ王家側）、サヴォイア＝アオスタ公家からは高齢のマルゲリータ・ディ・サヴォイア＝アオスタ（オーストリア＝エステ大公ローベルトの妻）以外は全員が出席した。また、サヴォイア家本流からはマリーア・ガブリエッラ・ディ・サヴォイア（ウンベルト2世王女）が出席した。
2018年には、ロシア政府から露伊関係向上の功績により有功勲章を受けた。2019年にはイタリア政府からイタリア共和国功労勲章のカヴァリアーレ号を受けた。同年には駐ロシア連邦マルタ騎士団大使にも任命されて2020年信任状を受けた。

## 子女
- ウンベルト（2009年 - ） - ピエモンテ公
- アメデーオ （2011年 - ） - アブルッツィ公[1]
- イザベッラ（2012年 - ）